# Ishak Bey
Ishak Bey o Ishak-Beg fue un gobernador y soldado otomano, sanjak-bey de Üsküb de 1415 a 1439.

## Biografía
Según algunas fuentes, era miembro de la familia bosnia Hranušić, esclavo liberado e hijo adoptivo de Pasha Yiğit Bey. Eso se discute con la opinión de que Pasha Yigit Bey era de hecho padre biológico de Ishak Bey.
Ishak fue nombrado gobernante de la Sublime Puerta en el momento de la conquista de Foča, Čajniče, Pljevlja y Nevesinje en la actual Bosnia y Herzegovina. 
En 1420, Ishak Bey organizó una exitosa campaña en Bosnia para apoyar la lucha de Sandalj Hranić contra sus enemigos. Ejecutó al oponente de Sandalj, Petar Pavlović, y luego Ishak Bey dividió el territorio conquistado con Sandalj.
En un intento por aliviar la presión otomana durante el sitio de Tesalónica, Venecia inspiró a Gjon Kastrioti a rebelarse contra los otomanos en 1428. Después de que los otomanos capturaran Tesalónica en abril de 1430, sus fuerzas dirigidas por Ishak bey ocuparon la mayor parte de la tierra de Gjon. Colocó una guarnición en dos castillos de Gjon y destruyó el resto de ellos. En diciembre de 1434, durante una revuelta albanesa, marchó en el centro-sur de Albania, pero fue derrotado por Gjergj Arianiti. Fuentes contemporáneas del senado de Ragusa mencionan que muchos soldados otomanos fueron capturados, mientras que Ishak Bey escapó con un pequeño grupo.
En 1439, cuando regresaba de su viaje a La Meca, el sultán le ordenó unir fuerzas con Hadım Şehabeddin y sitiar Novo Brdo, importante ciudad minera fortificada del Despotado de Serbia. El 6 de agosto de 1439, las fuerzas otomanas bajo el mando de Ishak derrotaron a las fuerzas serbias en una batalla cerca de Novo Brdo. En noviembre de 1443, comandó uno de los ejércitos otomanos durante la batalla de Niš, que terminó en derrota otomana.
El sultán nombró a Himmetizade Nesuh Bey como nuevo gobernante de Bosansko Krajište en el período entre 1439 y 1454, cuando Isa-Bey Ishaković , hijo de Ishak y gobernante del Sanjacado de Üsküb, asumió el control de Bosansko Krajište también durante el período de 1454 y 1463. Su nieto Gazi Mehmed Bey Isabegović alias Čelebi fue sanjak-bey de Bosnia  en el período de 1484 a 1485 y sanjakbey de Herzegovina en el período de 1507-1510 y 1513-1515.
Construyó la mezquita Ishak Bey en Skopie, donde también se encuentra su tumba.